# 사이타마현 제8구
사이타마현 제8구(일본어: 埼玉県第8区)는 일본의 중의원 선거구이다. 1994년 일본 공직선거법이 개정되면서 신설되었다.

## 지역
- 토코로자와 시
- 후지미노시 (옛 오이 정 일대)
- 이루마군 미요시정